# As the Gods Will
As the Gods Will (神さまの言うとおり?, Kami-sama no iu tōri, lett. "come dice dio") è un manga scritto da Muneyuki Kaneshiro e disegnato da Akeji Fujimura, pubblicato sulla rivista Bessatsu Shōnen Magazine di Kōdansha dal marzo 2011 a novembre 2012, per un totale di cinque volumi. I diritti italiani sono stati acquistati da Star Comics, che ha pubblicato l'opera da novembre 2014 a marzo 2015.
Attualmente è pubblicato da luglio 2013 su Weekly Shōnen Magazine, un sequel del manga con il titolo Kami-sama no iu tōri ni.
Dall'opera è stato tratto un film omonimo live action (inedito in Italia), diretto da Takashi Miike e uscito nei cinema giapponesi il 15 novembre 2014.

## Trama
Shun Takahata è un normale studente delle superiori ma la giornata inizia in maniera diversa: la testa del suo professore esplode e il suo posto viene preso da una bambola daruma che obbliga Shun e i suoi compagni di classe a giocare a “Daruma ga koronda” (il Daruma è caduto, gioco molto simile a "uno, due, tre stella"), un gioco per bambini, ma in una versione che uccide chi perde. Ma questo è solo l'inizio: i sopravvissuti vengono costretti a giocare e vincere a una serie di giochi da bambini sempre più violenti, sotto gli ordini di un misterioso “Dio”. E in palio ci sono le loro vite.

## Media

### Manga
Il manga è stato scritto da Muneyuki Kaneshiro ed illustrato da Akeji Fujimura, serializzato sul mensile Bessatsu Shōnen Magazine dell'editore Kōdansha dal marzo 2011 a novembre 2012, per un totale di cinque volumi. In Italia i diritti sono stati presi da Star Comics: il primo volume è stato pubblicato a cadenza mensile da novembre 2014.
Il sequel, Kami-sama no iu tōri ni, è iniziato sul settimanale Weekly Shōnen Magazine nel luglio 2013.

#### Volumi
| Prima serie (5 volumi)    |                   |                        |                   |                        |
| 1                         | 8 luglio 2011     | ISBN 978-4-06-384515-0 | 13 novembre 2014  | ISBN 9788869201851     |
| 2                         | 9 novembre 2011   | ISBN 978-4-06-384575-4 | 11 dicembre 2014  | ISBN 9788869201868     |
| 3                         | 9 aprile 2012     | ISBN 978-4-06-384639-3 | 8 gennaio 2015    | ISBN 9788869202063     |
| 4                         | 9 agosto 2012     | ISBN 978-4-06-384714-7 | 12 febbraio 2015  | ISBN 9788869202704     |
| 5                         | 7 dicembre 2012   | ISBN 978-4-06-384792-5 | 11 marzo 2015     | ISBN 9788869202841     |
| Seconda serie (21 volumi) |                   |                        |                   |                        |
| 1                         | 17 aprile 2013    | ISBN 978-4-06-384853-3 | 8 aprile 2015     | ISBN 978-88-6920-252-0 |
| 2                         | 17 giugno 2013    | ISBN 978-4-06-384885-4 | 7 maggio 2015     | ISBN 978-88-6920-298-8 |
| 3                         | 16 agosto 2013    | ISBN 978-4-06-394919-3 | 10 giugno 2015    | ISBN 978-88-6920-321-3 |
| 4                         | 17 ottobre 2013   | ISBN 978-4-06-394949-0 | 9 luglio 2015     | ISBN 978-88-6920-366-4 |
| 5                         | 17 gennaio 2014   | ISBN 978-4-06-394997-1 | 12 agosto 2015    | ISBN 978-88-6920-427-2 |
| 6                         | 17 marzo 2014     | ISBN 978-4-06-395032-8 | 9 settembre 2015  | ISBN 978-88-6920-451-7 |
| 7                         | 17 giugno 2014    | ISBN 978-4-06-395108-0 | 11 novembre 2015  | ISBN 978-88-6920-555-2 |
| 8                         | 17 settembre 2014 | ISBN 978-4-06-395163-9 | 13 gennaio 2016   | ISBN 978-88-6920-636-8 |
| 9                         | 17 novembre 2014  | ISBN 978-4-06-395246-9 | 9 marzo 2016      | ISBN 978-88-6920-857-7 |
| 10                        | 16 gennaio 2015   | ISBN 978-4-06-395292-6 | 11 maggio 2016    | ISBN 978-88-6920-908-6 |
| 11                        | 17 marzo 2015     | ISBN 978-4-06-395350-3 | 13 luglio 2016    | ISBN 978-88-226-0117-9 |
| 12                        | 17 giugno 2015    | ISBN 978-4-06-395419-7 | 14 settembre 2016 | ISBN 978-88-226-0301-2 |
| 13                        | 17 agosto 2015    | ISBN 978-4-06-395464-7 | 9 novembre 2016   | ISBN 978-88-226-0365-4 |
| 14                        | 16 ottobre 2015   | ISBN 978-4-06-395518-7 | 11 gennaio 2017   | ISBN 978-88-226-0443-9 |
| 15                        | 17 dicembre 2015  | ISBN 978-4-06-395562-0 | 8 marzo 2017      | ISBN 978-88-226-0516-0 |
| 16                        | 17 febbraio 2016  | ISBN 978-4-06-395601-6 | 9 agosto 2017     | ISBN 978-88-226-0658-7 |
| 17                        | 17 maggio 2016    | ISBN 978-4-06-395673-3 | 8 novembre 2017   | ISBN 978-88-226-0761-4 |
| 18                        | 17 agosto 2016    | ISBN 978-4-06-395731-0 | 10 gennaio 2018   | ISBN 978-88-226-0822-2 |
| 19                        | 17 ottobre 2016   | ISBN 978-4-06-395781-5 | 7 marzo 2018      | ISBN 978-88-226-0919-9 |
| 20                        | 16 dicembre 2016  | ISBN 978-4-06-395827-0 | 9 maggio 2018     | ISBN 978-88-226-0949-6 |
| 21                        | 17 febbraio 2017  | ISBN 978-4-06-395871-3 | 8 agosto 2018     | ISBN 978-88-226-0960-1 |

### Live action
Un film omonimo live action tratto dal manga e diretto da Takashi Miike è uscito nei cinema il 15 novembre 2014. Il film è stato presentato al pubblico in anteprima mondiale al Festival Internazionale del Film di Roma nell'ottobre 2014.